# Diospyros densiflora
Diospyros densiflora är en tvåhjärtbladig växtart som beskrevs av Nathaniel Wallich och George Don jr. Diospyros densiflora ingår i släktet Diospyros och familjen Ebenaceae. Inga underarter finns listade i Catalogue of Life.